# Johannes Nachtigall
Johannes Nachtigall (n. 1717 – d. 1761) a fost un sculptor clujean. Alături de Anton Schuchbauer se numără printre cei mai însemnați sculptori care au activat în Transilvania în perioada barocului.
Una din capodoperele sale artistice este amvonul Bisericii Sf. Mihail din Cluj.
Altarul principal al Bisericii Romano-Catolice din Târgu Mureș a fost realizat în 1755 de Anton Schuchbauer și Johannes Nachtigall. Are dimensiuni monumentale și are o structură pseudo-arhitecturală cu coloane pereche ce sprijină un antablament frumos profilat și cu stucaturi poleite cu foiță de aur.

## Galerie

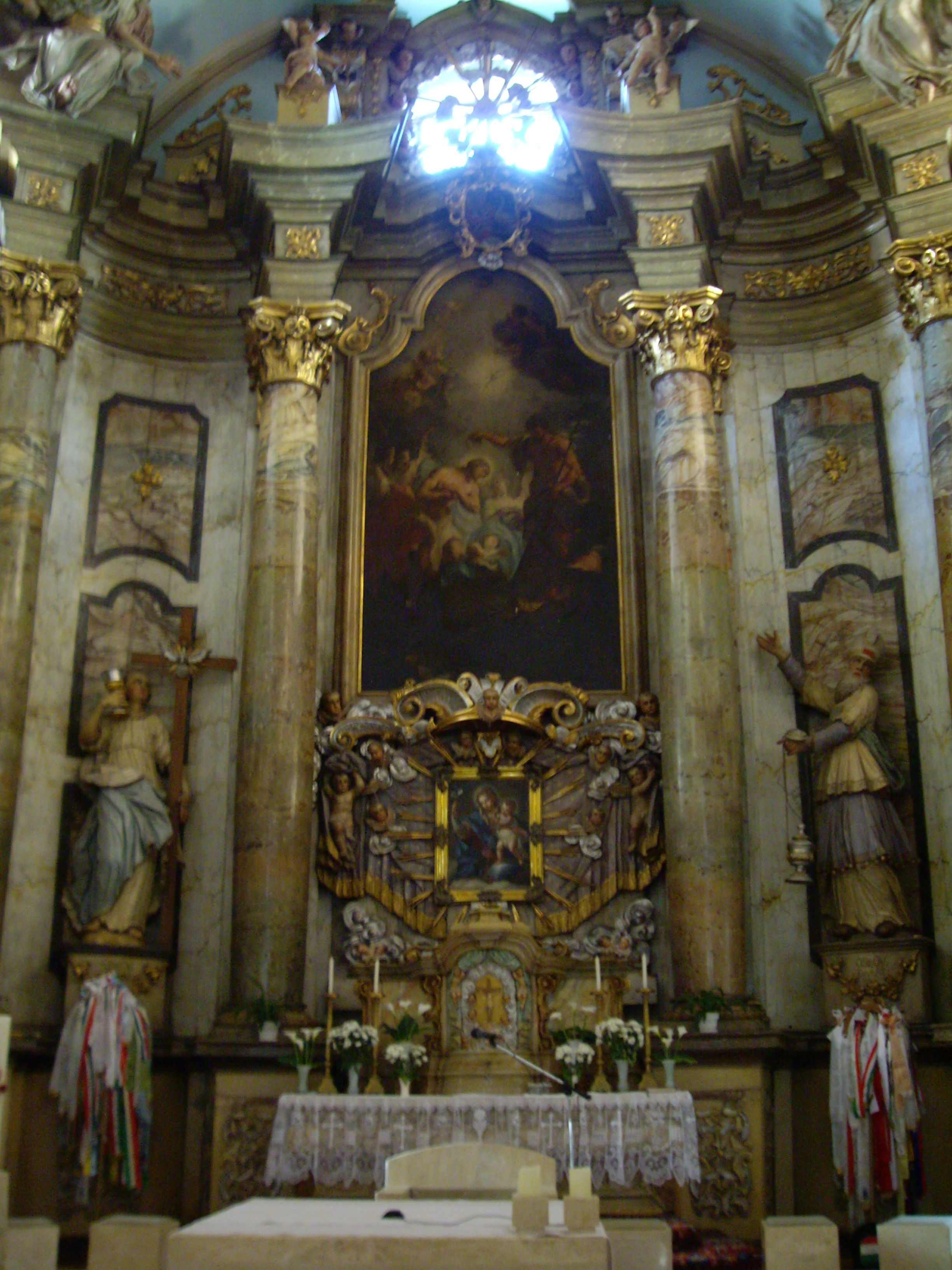
Altarul Bisericii Sf. Ioan Botezătorul din Târgu Mureș
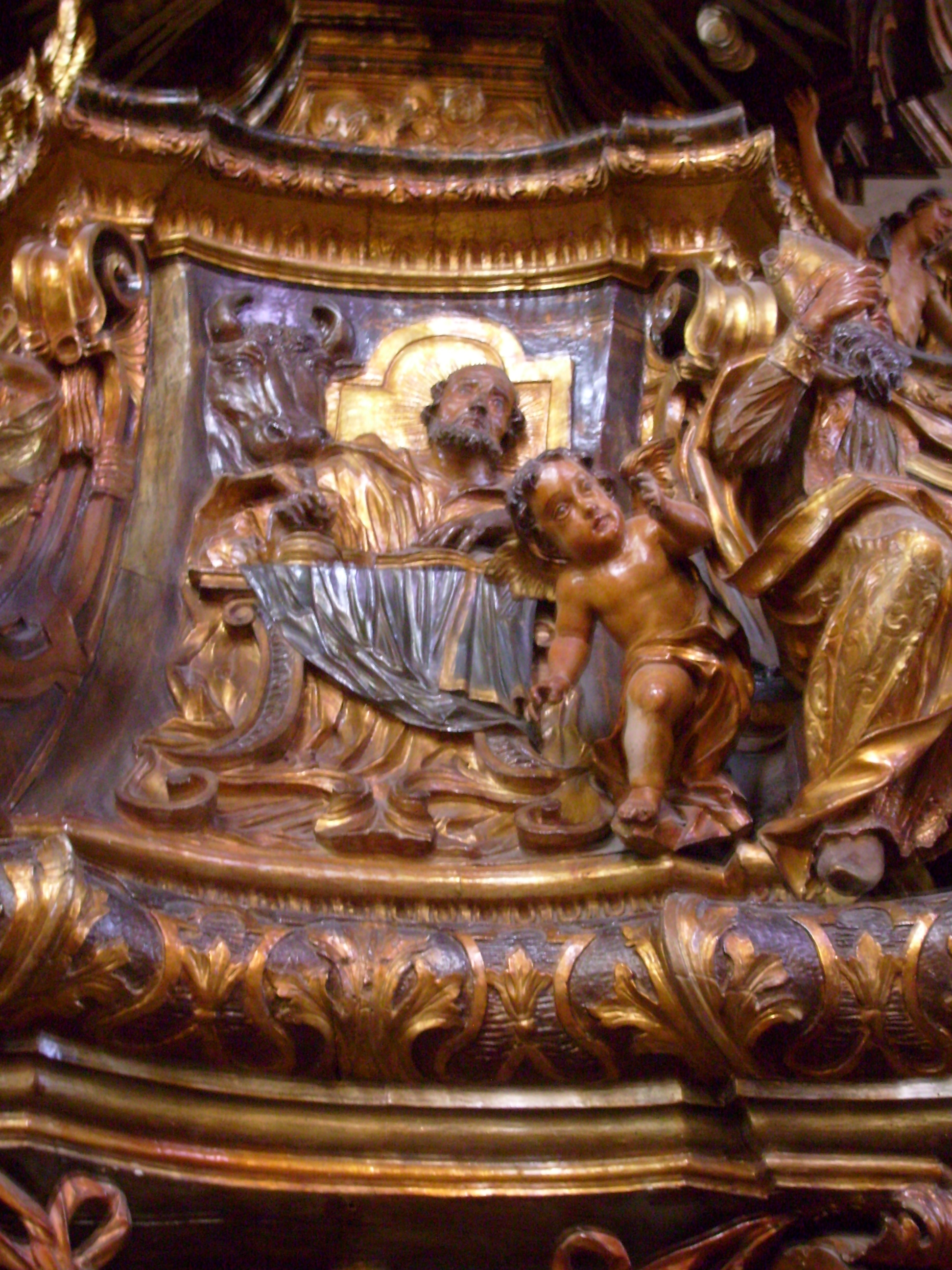
Evanghelistul Luca, amvonul Bisericii Sf. Mihail din Cluj
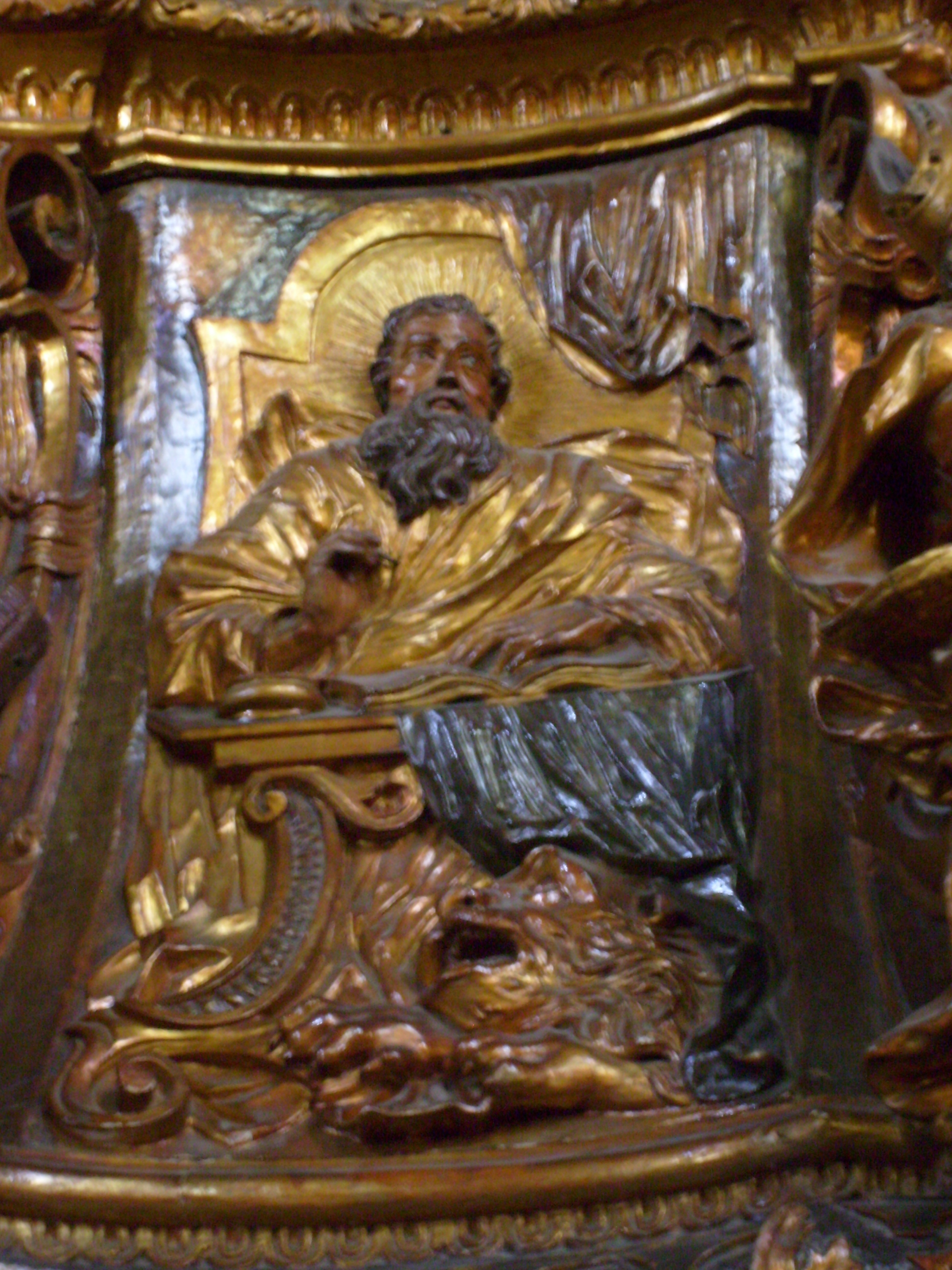
Evanghelistul Marcu, amvonul Bisericii Sf. Mihail din Cluj
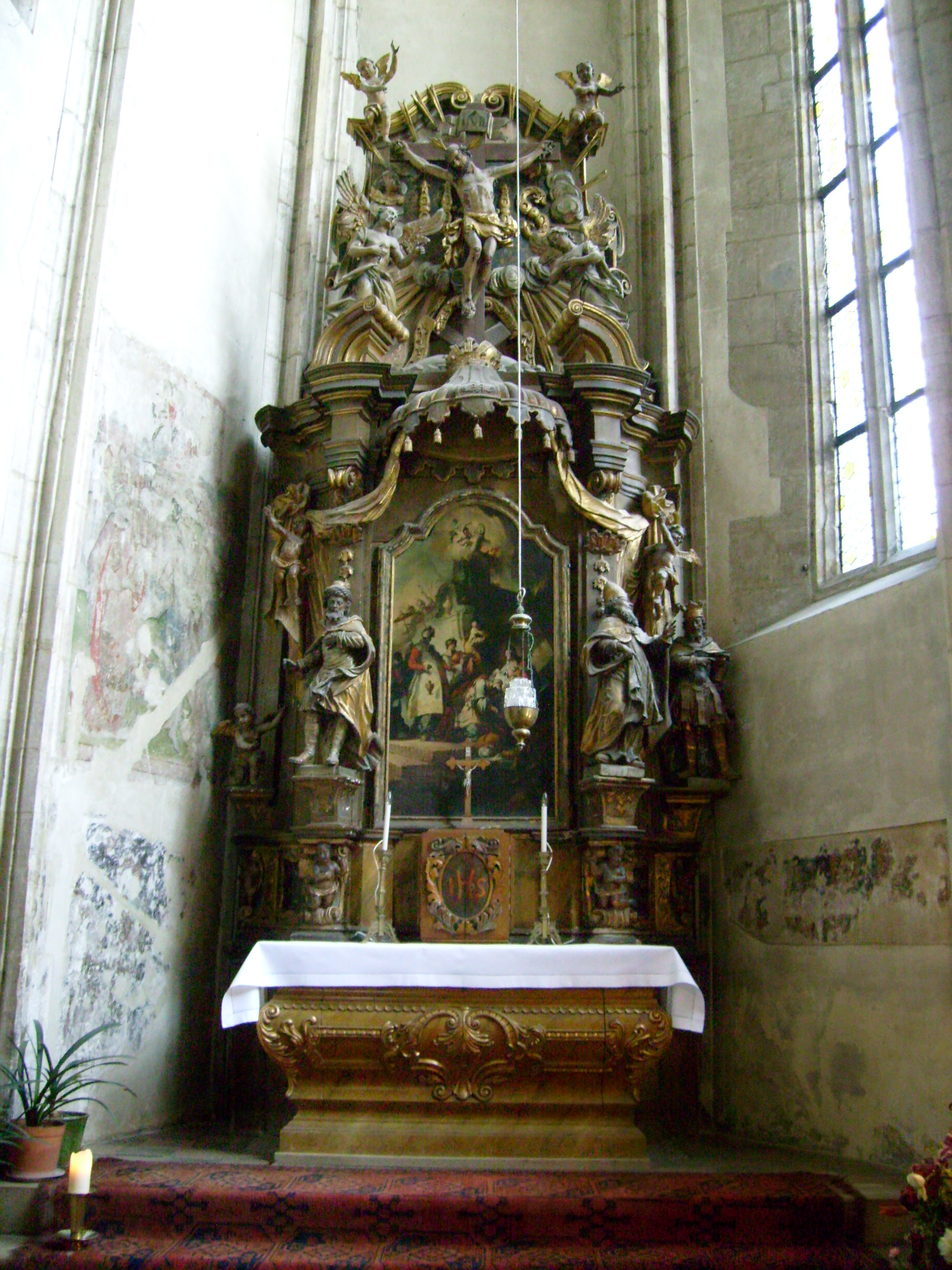
Altarul cu cei trei crai de la Răsărit, Biserica Sf. Mihail din Cluj